# St. Stephan (Gailsbach)

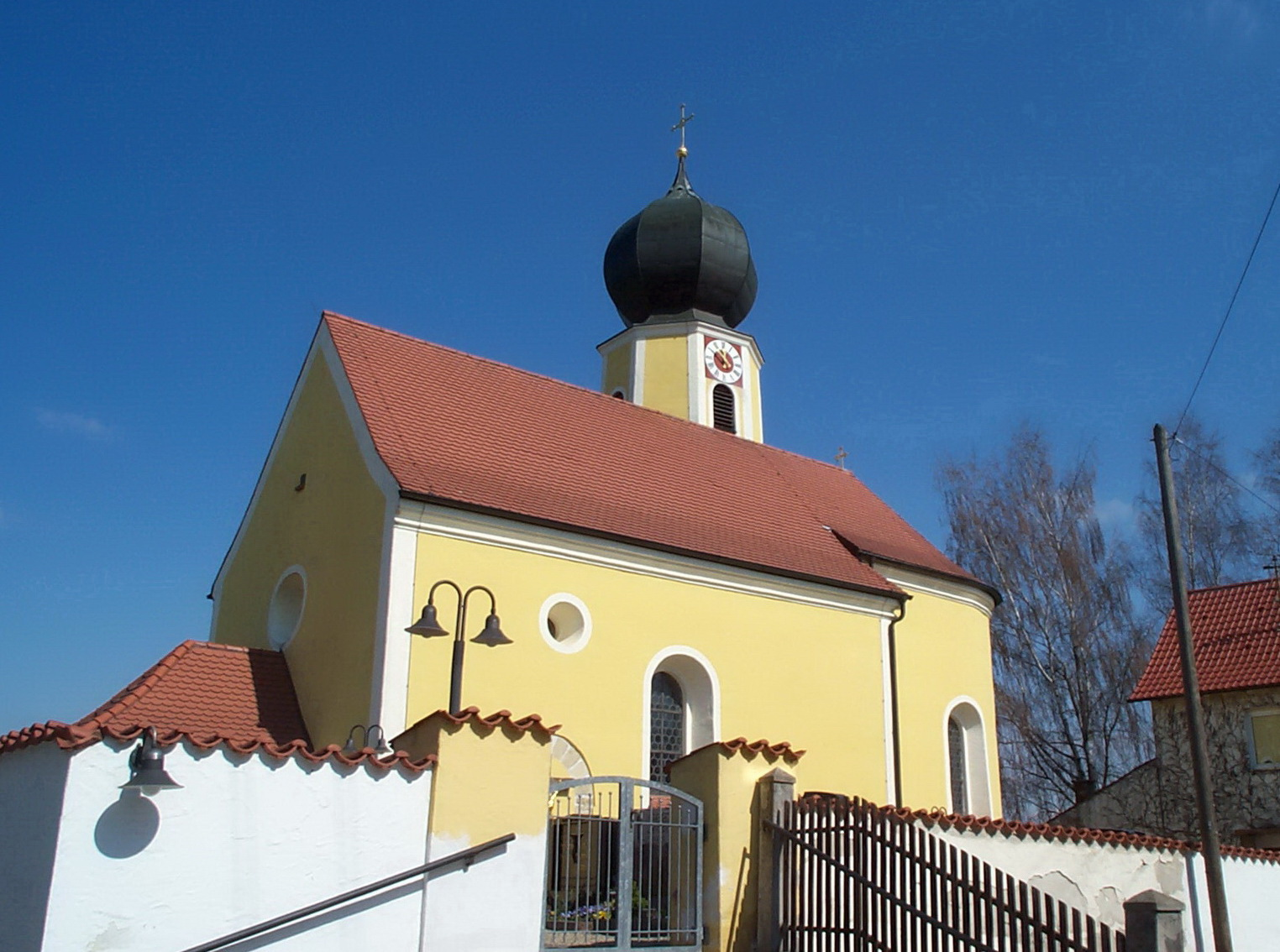
St. Stephan (Gailsbach)

Die römisch-katholische, denkmalgeschützte Filialkirche St. Stephan steht in Gailsbach, einem Gemeindeteil der Gemeinde Hagelstadt im Landkreis Regensburg der Oberpfalz. Sie gehört zum Bistum Regensburg. Das Bauwerk ist unter der Denkmalnummer D-3-75-143-2 als Baudenkmal in die Bayerische Denkmalliste eingetragen.

## Beschreibung
Die im Kern mittelalterliche Saalkirche besteht aus einem Langhaus, einem eingezogenen, halbrund geschlossenen Chor im Osten und einem nach 1721 angebauten Chorflankenturm auf quadratischem Grundriss an dessen Nordwand, dessen oberstes achteckiges Geschoss die Turmuhr und den Glockenstuhl beherbergt, und mit einer Zwiebelhaube bedeckt ist. Der Innenraum des Langhauses ist mit einer Decke mit Hohlkehle überspannt, der des Chors mit einem Stichkappengewölbe. Zur Kirchenausstattung gehört ein neuromanischer Hochaltar. Eine Statue des heiligen Stephanus wurde um 1500 geschaffen.